# 福岡県警察
福岡県警察（ふくおかけんけいさつ、Fukuoka Prefectural Police）は、福岡県の都道府県警察である。略称は福岡県警。
福岡県公安委員会管理。給与支払者は福岡県知事。警察庁九州管区警察局管内、また、一部一体運用が図られている。

## 所在地
本部庁舎には、警察庁の地方機関である九州管区警察局も入居している。
本部
- 福岡市博多区東公園7番7号　福岡県庁警察棟

交通指導課放置違反金収納センター
- 福岡市博多区吉塚本町13番50号　福岡県吉塚合同庁舎内

## 沿革
| 年（西暦）        | 月日     | 内容 |
| ----------------- | -------- | --- |
| 昭和29年（1954）  | 7月1日   | 福岡県警察発足 《発足当初の体制》 警察本部（4部、15課、1室、1隊、2校） 警察署（39警察署） |
| 昭和30年（1955）  | 3月1日   | 二日市警察署を筑紫野警察署に改称 |
| 昭和30年（1955）  | 4月14日  | 八屋警察署を豊前警察署に改称 |
| 昭和31年（1956）  | 9月1日   | 北九州連絡所を設置 |
| 昭和31年（1956）  | 10月27日 | 警察本部に捜査資料室、警ら課、防犯少年課、警察相談室等を設置 |
| 昭和32年（1957）  | 11月8日  | 第一警察学校及び第二警察学校を統合し、警察学校を設置 |
| 昭和33年（1958）  | 4月1日   | 警察本部に犯罪科学研究所を設置 |
| 昭和34年（1959）  | 4月1日   | 警察学校小倉分校を設置（昭和50年8月4日廃止） |
| 昭和34年（1959）  | 8月15日  | 警察本部の捜査資料室を廃止し、新たに捜査第三課を設置 |
| 昭和36年（1961）  | 4月1日   | 警察本部の交通課を交通第一課及び交通第二課に分課 |
| 昭和37年（1962）  | 4月1日   | 警察本部に交通部を設置し、交通部に交通第三課を設置 |
| 昭和38年（1963）  | 4月1日   | 警察本部に総務部を設置 警察本部に麻薬課を設置（昭和41年4月1日廃止） 北九州連絡所を廃止し、北九州市警察部を設置 |
| 昭和39年（1964）  | 4月1日   | 北九州市警察部に監察官室（昭和50年4月1日廃止）、刑事課を設置 |
| 昭和40年（1965）  | 1月8日   | 警察本部に捜査第四課を設置 |
| 昭和41年（1966）  | 4月1日   | 警察本部に少年課を設置 警察本部の公安課を公安第一課に改称し、新たに公安第二課を設置 |
| 昭和45年（1970）  | 4月1日   | 警察本部に交通規制課を設置 |
| 昭和46 年（1971） | 4月1日   | 警察本部に広報課を設置 福岡空港警察署を設置 |
| 昭和47年（1972）  | 4月1日   | 警察本部に通信指令課を設置 福岡市警察部を設置 |
| 昭和48年（1973）  | 4月1日   | 交通機動隊を設置 |
| 昭和48年（1973）  | 7月1日   | 稲築警察署を飯塚警察署に統合 川崎警察署を田川警察署に統合 大隈警察署と山田警察署を統合し、上嘉穂警察署を設置 |
| 昭和49年（1974）  | 4月1日   | 警察本部に警ら部を設置、保安第二課を設置 自動車警ら隊を設置 南警察署を設置 福岡警察署を中央警察署に改称 東福岡警察署を東警察署に改称 西福岡警察署を西警察署に改称                                                                                         |
| 昭和50年（1975）  | 4月1日   | 機動捜査隊、高速道路交通警察隊を設置 機動警ら隊を機動隊に改称 小倉南警察署を設置、小倉警察署を小倉北警察署に改称 |
| 昭和50年（1975）  | 8月4日   | 警察本部に監察官室を設置 |
| 昭和51年（1976）  | 9月1日   | 警察本部に運転教育課を設置 機動隊を第一機動隊に改称し、新たに第二機動隊を設置 |
| 昭和53年（1978）  | 4月1日   | 警察本部に能率管理課を設置 |
| 昭和54年（1979）  | 4月24日  | 福岡武道館が開館 |
| 昭和55年（1980）  | 6月1日   | 警察本部に留置管理課を設置 |
| 昭和56年（1981）  | 4月1日   | 博多水上警察署を博多臨港警察署に改称 |
| 昭和56年（1981）  | 11月4日  | 警察本部庁舎を現在地に移転 |
| 昭和61年（1986）  | 11月1日  | 八幡警察署を八幡東警察署に改称し、新たに八幡西警察署を設置 |
| 昭和62年（1987）  | 4月1日   | 鉄道警察隊を設置 |
| 昭和63年（1988）  | 4月1日   | 警察本部に国体対策課を設置（平成3年3月1日廃止） |
| 平成元年（1989）  | 4月1日   | 警察本部に公安第三課を設置 |
| 平成2年（1990）   | 10月11日 | 北野警察署を小郡警察署に改称 |
| 平成4年（1992）   | 7月8日   | 警察本部の警ら部を地域部に改称 |
| 平成6年（1994）   | 4月1日   | 警察本部に駐車対策課、ユニバーシアード対策課（平成7年9月25日廃止）を設置 東警察署を分割し、新たに粕屋警察署を設置 門司水上警察署と若松水上警察署を統合し、北九州水上警察署を設置                                                                          |
| 平成6年（1994）   | 11月1日  | 警察本部の防犯部を生活安全部に改称 派出所を交番に改称 |
| 平成7年（1995）   | 4月1日   | 警察本部に施設課を設置 |
| 平成7年（1995）   | 11月1日  | 警察本部に銃器対策課を設置 |
| 平成11年（1999）  | 11月1日  | 警察本部にサミット対策課を設置（平成12年8月30日廃止） |
| 平成13年（2001）  | 4月1日   | 警察本部に警察安全相談課を設置 |
| 平成14年（2002）  | 4月1日   | 北九州市警察部の生活安全地域課、刑事課、交通課を廃止し、新たに機動警察隊を設置 |
| 平成15年（2003）  | 8月27日  | 県下全域の交番及び駐在所を再編 |
| 平成16年（2004）  | 4月5日   | 警察本部庁舎別館が開庁 |
| 平成17年（2005）  | 3月29日  | 吉井警察署をうきは警察署に改称 |
| 平成17年（2005）  | 4月1日   | 警察本部に組織犯罪対策課を設置 警察本部の保安課と銃器対策課を統合し、新たに薬物銃器対策課を設置 |
| 平成18年（2006）  | 2月11日  | 宮田警察署を宮若警察署に改称 |
| 平成18年（2006）  | 3月20日  | 甘木警察署を朝倉警察署に改称 |
| 平成18年（2006）  | 4月1日   | 警察本部の刑事部に組織犯罪対策局を設置 警察本部に生活環境課を設置 |
| 平成18年（2006）  | 4月3日   | 西警察署を早良警察署に改称し、新たに西警察署を設置 |
| 平成20年（2008）  | 4月1日   | 北九州水上警察署を門司警察署等に統合 |
| 平成21年（2009）  | 4月1日   | 北九州市警察部の総務課を廃止 |
| 平成22年（2010）  | 1月1日   | 警察本部の組織犯罪対策局を廃止し、新たに暴力団対策部を設置 警察本部の暴力団対策部に、組織犯罪対策課、暴力団犯罪捜査課、北九州地区暴力団犯罪捜査課、薬物銃器対策課を設置 前原警察署を糸島警察署に改称                                                      |
| 平成22年（2010）  | 4月1日   | 警察本部に子ども・女性安全対策課を設置 留置管理課を総務部から警務部に移管 宮若警察署を直方警察署に統合 添田警察署を田川警察署に統合 城島警察署を久留米警察署に統合 黒木警察署を八女警察署に統合 大川警察署を筑後警察署に統合 瀬高警察署を柳川警察署に統合 |
| 平成23年（2011）  | 4月1日   | 警察本部の警察安全相談課を被害者支援・相談課に改称 |
| 平成24年（2012）  | 4月1日   | 警察本部の生活環境課を生活保安課に改称 警察本部の生活経済課を廃止し、新たにサイバー犯罪対策課を設置 |
| 平成26年（2014）  | 4月1日   | 警察本部の駐車対策課を廃止し、新たに交通捜査課を設置 筑紫野警察署を分割し、新たに春日警察署を設置 |
| 平成29年（2017）  | 4月1日   | 警察本部の生活安全部に生活経済課を、暴力団対策部に国際捜査課を新設 |
| 平成30年（2018）  | 4月26日  | 警察本部の警備部にG20サミット対策課を設置 《平成30年4月26日時点の体制》 警察本部（8部、41課、1室、1所、7隊、1校） 市警察部（1隊、1課） 警察署（35警察署）                                                                                                 |
| 平成31年(2019）   | 4月1日   | 警察本部の子ども・女性安全対策課を人身安全対策課に改称 |
| 令和4年(2022）    | 4月1日   | 早良警察署を分割し、新たに城南警察署を設置 |

## 人員
大規模警察本部であり、本部長は警視監。
地方警察職員定員数。
| 階級             | 定員     |
| ---------------- | -------- |
| 警視             | 278人    |
| 警部             | 658人    |
| 警部補・巡査部長 | 6,687人  |
| 巡査             | 3,501人  |
| 警察官計         | 11,124人 |
| 一般職員         | 905人    |
| 合計             | 12,029人 |

このほか警察本部長をはじめ地方警務官（警視正以上）が21人。
福岡県警察では、警視昇任まで昇任試験（個人面接等）が行われる。
2024年3月時点の女性警察官の割合は10%で、これは日本全国の都道府県警察で最低である。

## 組織

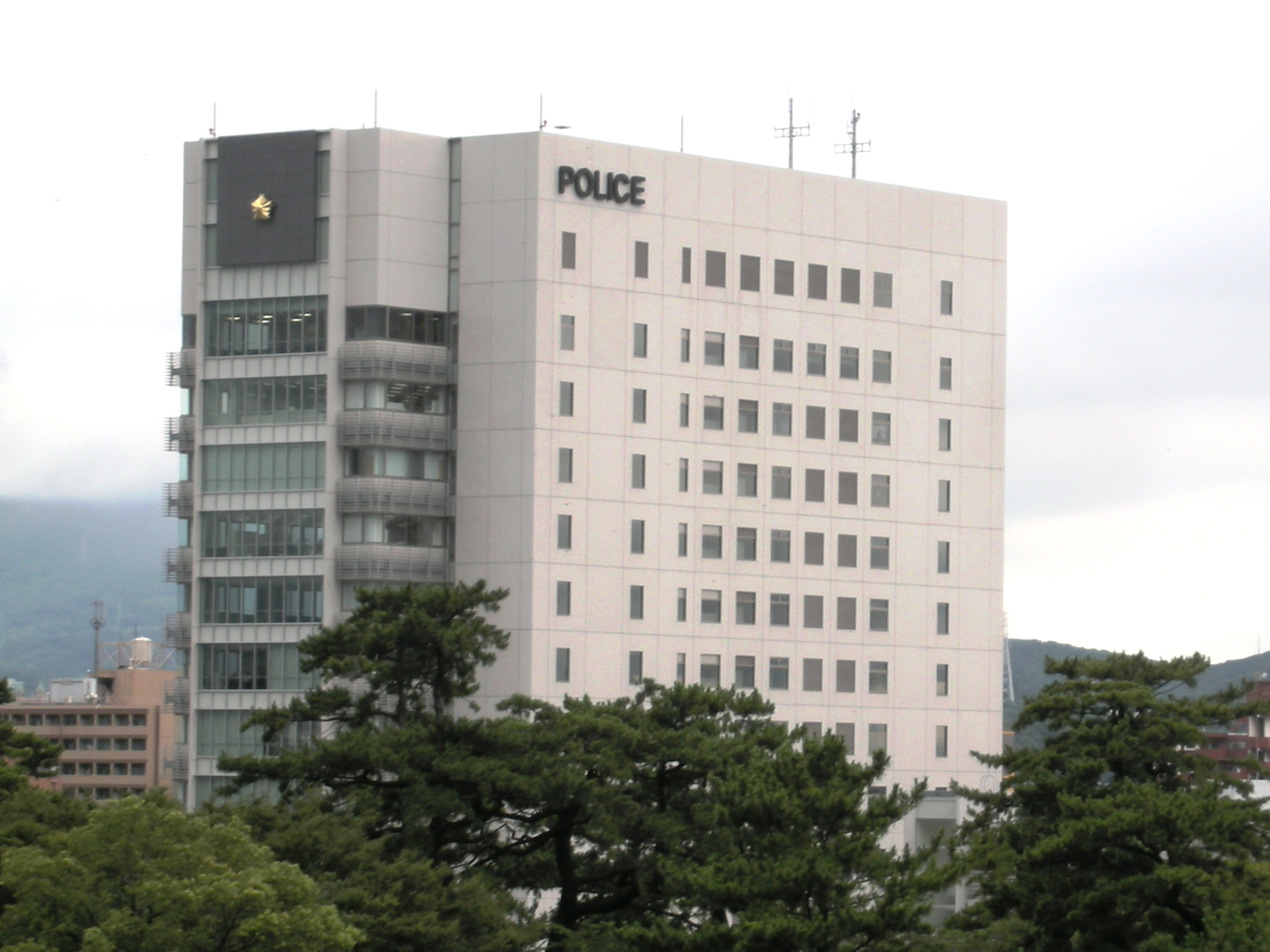
北九州市警察部庁舎

### 総務部
- 総務課（警察事務、警察行事、公安委員会庶務、機密、本部長秘書、公告式、文書、県議会、情報公開、個人情報保護、警察署協議会）
  - 庶務係、文書管理係、情報公開室、公安委員会補佐官室
- 被害者支援・相談課（警察安全相談、犯罪被害者支援、広聴、被疑者取調べ監督）
  - 警察安全相談係、被害者支援係、犯罪被害者支援官、取調べ監督室
- 情報管理課（電子計算組織運用、電磁的記録解析、警察統計）
  - 庶務・企画係
- 広報課（広報、報道、警察音楽隊）
  - 音楽隊、広報係、報道係
- 会計課（予算、決算、物品、会計監査、遺失物、交通反則金徴収）
  - 庶務係、財務監査室、出納係、調度係
- 施設課（警察施設管理及び営繕、本部庁舎管理）
  - 契約係、建設係
- 装備課（警察装備、服制、船舶管理、警察車両、車両整備工場）
  - 機動装備隊、自動車修理工場

### 警務部
- 警務課（組織、人事、警察運営、給与、公務災害補償、警友会）
  - 統括参事官室、採用センター（採用第一係）、総合企画係、公務災害係、給与係
- 厚生課（福利厚生、健康管理、共済組合、恩給、退職手当、互助会）
  - 健康管理室、生活相談室
- 教養課（職場・学校・術科教養、機関紙発行、警察史編纂）
  - 若手育成推進室、術科指導室、福岡武道館、福岡県警察資料室、自動車運転訓練場、射撃訓練場
- 監察官室（監察、表彰、懲戒、訟務）
  - 首席監察官、特命・第一・第二・第三・第四方面監察官、訟務官
- 留置管理課（留置業務、留置施設視察委員会）

### 生活安全部
- 生活安全総務課（生活安全警察運営、犯罪予防、性犯罪被害抑止）
  - 庶務係、安全安心まちづくり推進室、犯罪抑止対策室、特殊詐欺予防対策係、街頭犯罪特別遊撃隊
- 人身安全対策課（ストーカー行為規制、DV被害者保護、行方不明者保護）
  - 指導係、ストーカー・DV対策係、行方不明・保護係、特別捜査班
- 少年課（少年警察運営、少年事案、少年健全育成、福祉犯捜査）
  - 少年健全育成室（少年相談係）、児童虐待対策室、中央・福岡・北九州・飯塚・久留米少年サポートセンター、特別捜査班、少年事件指導官
- 生活保安課（危険物取締り、風俗事犯、外国人労働者に係わる雇用関係事犯、インターネット異性紹介事業、警備業、探偵業、質屋、古物商）
  - 銃砲火薬類係、風俗環境対策係、探偵業係、警備業係、許可等事務担当室、特別捜査班
- 生活経済課（環境関係事犯、保健衛生関係事犯、知的財産権関係事犯、経済関係事犯、密貿易関係事犯）
  - 生活経済対策係、特別捜査班
- サイバー犯罪対策課（情報技術利用犯罪取締り・予防、不正アクセス行為、情報技術利用犯罪取締り支援）
  - 教養・研修係、支援・指導係、高度情報技術対処センター、特別捜査班

### 地域部
- 地域総務課（地域警察運営、交番・駐在所）
  - 職務質問指導係、指導総括係
- 通信指令課（警察通信、通信指令業務、緊急配備、模写電送、斉報通信）
  - 通信指令第一係、通信指令第二係
- 自動車警ら隊（自動車警ら業務）
  - 福岡・筑豊・筑後地区隊
- 鉄道警察隊（鉄道施設における犯罪の予防、検挙、事故防止）
  - 博多駅（隊本部）・小倉駅・直方駅・西鉄久留米駅派遣所

### 刑事部
- 刑事総務課（刑事警察運営、捜査共助、刑事公判対応、犯罪捜査支援、犯罪統計、照会）
  - 照会センター、犯罪捜査支援室（画像分析係）、捜査研修係、捜査共助係、財務捜査係、追跡捜査係
- 捜査第一課（凶悪犯罪・粗暴犯罪・火災犯罪・性犯罪・特殊犯罪捜査、検視）
  - 検視官室、庶務係、特別捜査班、児童虐待事件特別捜査班、特殊犯捜査係、特定事件捜査係、性犯罪対策室
- 捜査第二課（知能犯罪・選挙犯罪捜査）
  - 指導係、特殊詐欺対策室、告訴センター、特別捜査班
- 捜査第三課（窃盗犯罪捜査、犯罪手口、移動警察）
  - 特別捜査班、広域盗品等捜査係
- 鑑識課（指紋、現場鑑識、刑事写真、警察犬）
  - 庶務係、福岡・北九州・筑豊・筑後地区機動鑑識係、現場係、指紋資料係、足こん跡係、写真係、現場指紋係、警察犬訓練所（警察犬係）
- 科学捜査研究所（鑑定、研究）
  - 法医係、化学係、物理係、文書係、心理係
- 機動捜査隊（機動捜査、初動捜査）
  - 隊本部・福岡地区班、筑豊地区班、筑後地区班、広域機動捜査班

### 暴力団対策部
- 組織犯罪対策課（組織犯罪対策運営、組織犯罪資料、犯罪収益、暴力団排除及び関係者保護）
  - 庶務係、保護対策室、マネー・ロンダリング対策係、社会復帰対策係、暴力団排除企画係、北九州地区襲撃抑止対策係、情報分析係、「準暴力団等集中取締本部（本部長：福岡県警察本部長)」
- 暴力団犯罪捜査課（暴力団犯罪捜査）
  - 「筑後地区暴力団集中取締本部（本部長：暴力団対策部長)」、特別捜査班
- 北九州地区暴力団犯罪捜査課（北九州市に主たる事務所の所在地を有する指定暴力団に係る犯罪の捜査）
  - 「北九州地区暴力団集中取締現地本部」、「工藤會関連事件特別捜査本部（本部長：福岡県警察本部長)」、特別捜査班
- 薬物銃器対策課（薬物関係事犯、銃器関係事犯）
  - 特別捜査班
- 国際捜査課（国際的な犯罪の捜査、国際犯罪捜査共助、通訳、翻訳）
  - 企画・事件係、通訳運用係、特別捜査班

### 交通部
- 交通企画課（交通警察運営、交通安全、交通統計、交通事故分析）
  - 安全教育係、統計分析係
- 交通規制課（交通規制、交通安全施設、交通管制、都市交通対策）
  - 許可第一係、許可第二係、信号機係、標識係、交通管制センター、都市交通対策室
- 交通指導課（交通指導取締り、交通上の危険防止措置、車両使用者指示、放置違反金事務、車両使用制限）　
  - 取締企画第一係、取締企画第二係、悪質・危険運転対策室、飲酒運転取締対策係、飲酒運転捜査係、暴走族対策係、暴走族捜査係、福岡交通反則通告センター北九州・筑豊・筑後支所、放置違反金収納センター
- 交通捜査課（交通事故事件捜査及び処理、交通特殊事件捜査、交通鑑識）
  - 特別捜査班、事故捜査係、交通鑑識係
- 運転免許試験課（運転免許試験、自動車教習所、運転免許証更新、国外運転免許）
  - 試験管理係、講習指導第一係、講習指導第二係、安全運転相談係、福岡・北九州・筑豊・筑後運転免許試験場、渡辺通優良運転者免許更新センター、黒崎優良運転者免許更新センター（黒崎ゴールド免許センター）
- 運転免許管理課（運転免許行政処分、運転免許システム開発運用）
  - 行政処分第一係、行政処分第二係、
- 交通機動隊（交通機動取締り、警察車両乗務員運転訓練）
  - 福岡・筑豊・筑後地区隊、特別機動取締係
- 高速道路交通警察隊（高速自動車道路における犯罪の捜査の初動活動）
  - 太宰府（隊本部）・門司・八幡・久留米・豊津分駐隊

### 警備部
- 公安第一課（警備警察運営、警備情報、警備犯罪捜査、電気通信回線及び電子計算機に対する不正活動）
  - サイバー攻撃特別捜査隊、特別捜査班
- 公安第二課（国家主義的主張に基づく暴力主義的活動に伴う警備犯罪情報収集・捜査、警衛・警護、警備資料）
  - 特別捜査班、警衛警護室
- 公安第三課（極左的主張に基づく暴力主義的破壊活動警備犯罪情報収集・捜査）
  - 特別捜査班
- 警備課（緊急事態対処、警備実施、核燃料物質防護、災害警備、雑踏警備、航空隊）
  - 危機管理対策室、実施係、航空隊（飛行係、整備係）
- 外事課（外国人に係る警備情報、外国人に係る警備犯罪捜査、国際テロリズム）
  - 国際テロリズム対策室、経済安全保障対策係
- 第一機動隊（警戒、警備）
  - 広域緊急援助隊特別救助班、銃器対策部隊、特殊急襲部隊、NBCテロ対応専門部隊、爆発物処理班、術科特別訓練員
- 第二機動隊（警戒、警備）
  - レンジャー部隊、爆化処理部隊、スクーバ部隊、暴力団総合対策部隊

### 福岡県警察学校
警察学校長、副校長
- 庶務係、教務係、学生指導係
- 指導課　初任科、初任補修科、一般職員初任科、部門別任用科、専科、巡査部長任用科、警部補任用科、主任任用科、係長任用科

### 福岡市警察部
- 庶務課

### 北九州市警察部
- 機動警察隊（総務、会計、自動車警ら、機動捜査、交通機動取締り、暴力団犯罪捜査）
  - 総務班、会計班、警ら・機動取締班、機動捜査班、特別機動取締班、特別遊撃班

※福岡県警察の組織に関する規則 を参照。
※福岡県警察附属機関一覧。

## 施設・装備データ
- 警察署数 - 36
- 交番数 - 224
- 駐在所数 - 107
- パトカー - 約500台
- 白バイ - 150台
- ヘリコプター - 4機
  - ベル206L-4「さちかぜ」（JA6174）
  - ベル412EP「とびうめ2号」（JA01FP）
  - AS365N2「とびうめ1号」（JA6762）
  - EC225 ｢ふくたか｣（JA002P）

すべて福岡空港奈多ヘリポート配備
- 警備艇
  - 福1 げんかい 博多臨港 17m型 2008/2/27-
  - 福4 かざし 門司 17m型
  - 福6 たかとう 門司 12m型 2000/4/21-
  - 福9 ほうまん 博多臨港 12m型 2000/3/31-
  - ちくご 大牟田

## 警察署
36署・全署に方面機動隊配置。
太字で示されている警察署長の階級は警視正、その他の警察署長は警視。

### 福岡
福岡地区の警察署数は15。警察車両のナンバー地名は朝倉地域が「久留米」、それ以外の地域は「福岡」となる。
| ※      | 警察署名称     | 管轄区域                                                               | 管轄区域                                                               | 備考                          |
| ------ | -------------- | ---------------------------------------------------------------------- | ---------------------------------------------------------------------- | ----------------------------- |
| 福岡   | 中央警察署     | 福岡市                                                                 | 中央区（臨海部を除く）                                                 | 福岡地区幹事署 管区機動隊配置 |
| 福岡   | 博多警察署     | 福岡市                                                                 | 博多区（臨海部と福岡空港を除く）                                       | 管区機動隊配置                |
| 福岡   | 東警察署       | 福岡市                                                                 | 東区（臨海部を除く）                                                   | 管区機動隊配置                |
| 福岡   | 南警察署       | 福岡市                                                                 | 南区                                                                   | 管区機動隊配置                |
| 福岡   | 早良警察署     | 福岡市                                                                 | 早良区                                                                 | 管区機動隊配置                |
| 福岡   | 城南警察署     | 福岡市                                                                 | 城南区                                                                 |                               |
| 福岡   | 西警察署       | 福岡市                                                                 | 西区                                                                   |                               |
| 福岡   | 博多臨港警察署 | 福岡市                                                                 | 臨海部                                                                 | 警備艇配置                    |
| 福岡   | 福岡空港警察署 | 福岡市                                                                 | 福岡空港                                                               |                               |
| 福岡   | 糸島警察署     | 糸島市                                                                 | 糸島市                                                                 |                               |
| 福岡   | 宗像警察署     | 宗像市、福津市                                                         | 宗像市、福津市                                                         |                               |
| 福岡   | 粕屋警察署     | 古賀市、糟屋郡宇美町・篠栗町・ 志免町・須恵町・新宮町・ 久山町・粕屋町 | 古賀市、糟屋郡宇美町・篠栗町・ 志免町・須恵町・新宮町・ 久山町・粕屋町 |                               |
| 福岡   | 筑紫野警察署   | 筑紫野市、太宰府市                                                     | 筑紫野市、太宰府市                                                     |                               |
| 福岡   | 春日警察署     | 春日市、大野城市、那珂川市                                             | 春日市、大野城市、那珂川市                                             | 管区機動隊配置                |
| 久留米 | 朝倉警察署     | 朝倉市、朝倉郡筑前町・東峰村                                           | 朝倉市、朝倉郡筑前町・東峰村                                           |                               |

### 北九州
北九州地区の警察署数は10。警察車両のナンバー地名はすべて「北九州」となる。
|        | 警察署名称   | 管轄区域                                           | 管轄区域                                                       | 備考                            |
| ------ | ------------ | -------------------------------------------------- | -------------------------------------------------------------- | ------------------------------- |
| 北九州 | 門司警察署   | 北九州市                                           | 門司区                                                         | 警備艇配置                      |
| 北九州 | 小倉北警察署 | 北九州市                                           | 小倉北区                                                       | 北九州地区幹事署 管区機動隊配置 |
| 北九州 | 小倉南警察署 | 北九州市                                           | 小倉南区、北九州空港（空港の通常警備は本部直轄）               | 管区機動隊配置                  |
| 北九州 | 戸畑警察署   | 北九州市                                           | 戸畑区                                                         |                                 |
| 北九州 | 若松警察署   | 北九州市                                           | 若松区                                                         |                                 |
| 北九州 | 八幡東警察署 | 北九州市                                           | 八幡東区                                                       |                                 |
| 北九州 | 八幡西警察署 | 北九州市                                           | 八幡西区（東部、南部）                                         | 管区機動隊配置                  |
| 北九州 | 折尾警察署   | 北九州市                                           | 八幡西区（西部）、中間市、遠賀郡芦屋町・水巻町・岡垣町・遠賀町 | 管区機動隊配置                  |
| 北九州 | 行橋警察署   | 行橋市、京都郡苅田町（北九州空港を除く）、みやこ町 | 行橋市、京都郡苅田町（北九州空港を除く）、みやこ町             |                                 |
| 北九州 | 豊前警察署   | 豊前市、築上郡吉富町・上毛町・築上町               | 豊前市、築上郡吉富町・上毛町・築上町                           |                                 |

### 筑豊
筑豊地区の警察署数は4。警察車両のナンバー地名はすべて「筑豊」となる。
|      | 警察署名称    | 管轄区域                                                           | 備考                          |
| ---- | ------------- | ------------------------------------------------------------------ | ----------------------------- |
| 筑豊 | 直方警察署    | 直方市、宮若市、鞍手郡小竹町・鞍手町                               |                               |
| 筑豊 | └宮若警部交番 | 直方市、宮若市、鞍手郡小竹町・鞍手町                               |                               |
| 筑豊 | 飯塚警察署    | 飯塚市、嘉穂郡桂川町                                               | 筑豊地区幹事署 管区機動隊配置 |
| 筑豊 | 嘉麻警察署    | 嘉麻市                                                             |                               |
| 筑豊 | ├山田警部交番 | 嘉麻市                                                             |                               |
| 筑豊 | └稲築警部交番 | 嘉麻市                                                             |                               |
| 筑豊 | 田川警察署    | 田川市、田川郡香春町・添田町・糸田町・川崎町・大任町・赤村・福智町 | 山岳警備隊配置                |
| 筑豊 | ├川崎警部交番 | 田川市、田川郡香春町・添田町・糸田町・川崎町・大任町・赤村・福智町 |                               |
| 筑豊 | └添田警部交番 | 田川市、田川郡香春町・添田町・糸田町・川崎町・大任町・赤村・福智町 |                               |

### 筑後
筑後地区の警察署数は7。警察車両のナンバー地名はすべて「久留米」となる。
|        | 警察署名称    | 管轄区域                     | 備考                          |
| ------ | ------------- | ---------------------------- | ----------------------------- |
| 久留米 | 久留米警察署  | 久留米市（田主丸町を除く）   | 筑後地区幹事署 管区機動隊配置 |
| 久留米 | └城島警部交番 | 久留米市（田主丸町を除く）   |                               |
| 久留米 | 小郡警察署    | 小郡市、三井郡大刀洗町       |                               |
| 久留米 | うきは警察署  | うきは市、久留米市田主丸町   |                               |
| 久留米 | 筑後警察署    | 筑後市、大川市、三潴郡大木町 |                               |
| 久留米 | └大川警部交番 | 筑後市、大川市、三潴郡大木町 |                               |
| 久留米 | 八女警察署    | 八女市、八女郡広川町         |                               |
| 久留米 | └黒木警部交番 | 八女市、八女郡広川町         |                               |
| 久留米 | 柳川警察署    | 柳川市、みやま市             |                               |
| 久留米 | └瀬高警部交番 | 柳川市、みやま市             |                               |
| 久留米 | 大牟田警察署  | 大牟田市                     |                               |

### 警察署の再編
- 2009年（平成21年）6月に公表された「警察署の機能強化計画」によって、2010年（平成22年）に40警察署から34警察署に再編された[3]。
- 2010年（平成22年）1月1日
  - 同日の糸島市発足に合わせて前原警察署が「糸島警察署」に改称。
- 2010年（平成22年）4月1日
  - 直方警察署と宮若警察署が統合し、宮若警察署が宮若警部交番となる。
  - 上嘉穂警察署が「嘉麻警察署」に改称。
  - 嘉麻市の旧稲築町が飯塚警察署から嘉麻警察署に移管。
  - 田川警察署と添田警察署が統合し、添田警察署が添田警部交番となる。
  - 久留米市の旧北野町が小郡警察署から久留米警察署に移管。
  - 久留米警察署と城島警察署が統合し、城島警察署が城島警部交番となる。
  - 筑後警察署と大川警察署が統合し、大川警察署が大川警部交番となる。
  - 八女警察署と黒木警察署が統合し、黒木警察署が黒木警部交番となる。
  - 柳川警察署と瀬高警察署が統合し、瀬高警察署が瀬高警部交番となる。
  - みやま市の旧高田町が大牟田警察署から柳川警察署に移管。
- 2014年（平成26年）4月1日
  - 筑紫野警察署を分割して、春日市・大野城市・那珂川町（現那珂川市）を管轄する春日警察署を新設[4]。春日署新設後の筑紫野署は筑紫野市、太宰府市を管轄。
- 2022年（令和4年）4月1日
  - 早良警察署を分割して、城南区を管轄する城南警察署を新設。

## 歴代本部長
| 氏名       | 在任期間                                              | 前職                                                                              | 後職                                                                    |
| ---------- | ----------------------------------------------------- | --------------------------------------------------------------------------------- | ----------------------------------------------------------------------- |
| 長野實     | 1954年（昭和29年） - 1954年（昭和29年）               | 福岡県国家地方警察隊長                                                            | 神奈川県警察本部長                                                      |
| 原田章     | 1954年（昭和29年） - 1956年（昭和31年）               | 新潟県警察本部長                                                                  | 皇宮警察本部長                                                          |
| 小川鍛     | 1956年（昭和31年） - 1958年（昭和33年）               | 大阪府警察本部長兼大阪市警察部長                                                  | 東北管区警察局長                                                        |
| 宮地直邦   | 1958年（昭和33年） - 1961年（昭和36年）               | 警察庁保安局参事官                                                                | 警察庁長官官房長                                                        |
| 水野唯一郎 | 1961年（昭和36年） - 1962年（昭和37年）               | 新潟県警察本部長                                                                  | 中国管区警察局長                                                        |
| 養老       | 1962年（昭和37年） - 1964年（昭和39年）               | 大阪府警察本部警務部長                                                            | 中部管区警察局長                                                        |
| 三宅芳郎   | 1964年（昭和39年） - 1966年（昭和41年）               | 関東管区警察学校長                                                                | 九州管区警察局長                                                        |
| 前田利明   | 1966年（昭和41年） - 1970年（昭和45年）               | 長野県警察本部長                                                                  | 警察大学校長                                                            |
| 有吉久雄   | 1970年（昭和45年） - 1971年（昭和46年）               | 防衛庁防衛研修所長                                                                | 中国管区警察局長                                                        |
| 雨森和雄   | 1971年（昭和46年） - 1972年（昭和47年）               | 警察大学校副校長兼特別捜査幹部研修所長                                            | 皇宮警察本部長                                                          |
| 山下禎造   | 1972年（昭和47年） - 1974年（昭和49年）               | 関東管区警察学校長                                                                | 警察大学校長                                                            |
| 宮地       | 1974年（昭和49年） - 1976年（昭和51年）               | 警察庁長官官房審議官                                                              | 九州管区警察局長                                                        |
| 鈴木金太郎 | 1976年（昭和51年） - 1978年（昭和53年）               | 警察庁交通局参事官                                                                | 警察大学校副校長                                                        |
| 池田速雄   | 1978年（昭和53年） - 1979年（昭和54年）               | 日本国有鉄道本社公安本部長                                                        | 警察大学校副校長                                                        |
| 久本       | 1979年（昭和54年） - 1981年（昭和56年）               | 警察庁長官官房審議官                                                              | 警察庁交通局長                                                          |
| 酒井敏夫   | 1981年（昭和56年） - 1983年（昭和58年）               | 警察庁警務局監察官                                                                | 警察大学校副校長                                                        |
| 中根三郎   | 1983年（昭和58年） - 1985年（昭和60年）               | 関東管区警察局公安部長                                                            | 退職（株式会社トヨタ名古屋教育センター取締役社長）                      |
| 木村武     | 1985年（昭和60年） - 1986年（昭和61年）               | 長野県警察本部長                                                                  | 九州管区警察局長                                                        |
| 鳴海国博   | 1986年（昭和61年） - 1987年（昭和62年）               | 警察庁警備局審議官                                                                | 九州管区警察局長                                                        |
| 根元好教   | 1988年（昭和63年） - 1989年（平成元年）               | 警察庁長官官房審議官（交通局担当）                                                | 皇宮警察本部長                                                          |
| 樋口武文   | 1989年（平成元年） - 1991年（平成3年）                | 福島県警察本部長                                                                  | 九州管区警察局長                                                        |
| 古川定昭   | 1991年（平成3年） - 1992年（平成4年）                 | 大阪府警察本部警務部長                                                            | 中部管区警察局長                                                        |
| 堀川和洋   | 1992年（平成4年） - 1993年（平成5年）                 | 内閣総理大臣秘書官（海部俊樹首相）                                                | 中国管区警察局長                                                        |
| 村井温     | 1993年（平成5年） - 1995年（平成7年）                 | 警察大学校特別捜査幹部研修所長                                                    | 中部管区警察局長                                                        |
| 加藤孝雄   | 1995年（平成7年） - 1997年（平成9年）                 | 警視庁総務部長                                                                    | 中国管区警察局長                                                        |
| 倉澤豊哲   | 1997年（平成9年） - 1999年（平成11年）                | 警察庁長官官房審議官（生活安全局担当）                                            | 九州管区警察局長                                                        |
| 中村正則   | 1999年（平成11年） - 2001年（平成13年）               | 警察庁警備局警備企画課長                                                          | 警察庁刑事局暴力団対策部長                                              |
| 柳澤       | 2001年（平成13年） - 2003年（平成15年）               | 財務省名古屋税関長                                                                | 退職（財団法人保安電子通信技術協会専務理事）                            |
| 広畑史朗   | 2003年（平成15年） - 2005年（平成17年）               | 警察庁刑事局刑事企画課長                                                          | 警察庁警備局外事情報部長                                                |
| 吉田英法   | 2005年（平成17年）の3か月間 （体調不良により異動）    | 警察庁長官官房審議官（生活安全局担当）                                            | 警察共済組合                                                            |
| 殿川一郎   | 2005年（平成17年） - 2008年（平成20年）4月1日         | 警察庁情報通信局情報通信企画課長                                                  | 内閣府大臣官房審議官（共生社会政策担当）                                |
| 田村正博   | 2008年（平成20年）4月1日 - 2009年（平成21年）2月23日  | 警察大学校警察政策研究センター所長                                                | 警察庁長官官房付兼 警察大学校警察政策研究センター付＝早稲田大学客員教授 |
| 田中法昌   | 2009年（平成21年）2月23日 - 2011年（平成23年）3月6日  | 警察大学校警察政策研究センター所長                                                | 警察庁長官官房審議官（生活安全局担当）                                  |
| 菱川雄治   | 2011年（平成23年）3月7日 - 2013年（平成25年）6月28日  | 警察庁長官官房審議官（生活安全局担当）                                            | 近畿管区警察局長                                                        |
| 樋口眞人   | 2013年（平成25年）6月28日 - 2015年（平成27年）1月22日 | 東京都青少年・治安対策本部長                                                      | 大阪府警察本部長                                                        |
| 吉田尚正   | 2015年（平成27年）1月23日 - 2016年（平成28年）8月9日  | 警察庁長官官房首席監察官                                                          | 警察庁刑事局長                                                          |
| 樹下尚     | 2016年（平成28年）8月10日 - 2017年（平成29年）9月7日  | 警察庁刑事局組織犯罪対策部長兼生活安全局付兼刑事局付                              | 警察庁長官官房付 （2017年9月15日付で警察庁刑事局長）                    |
| 高木勇人   | 2017年（平成29年）9月7日 - 2020年（令和2年）1月17日   | 警察大学校副校長 兼警察庁長官官房審議官（刑事局・犯罪収益対策担当）兼生活安全局付 | 警察庁長官官房政策立案総括審議官兼公文書監理官                          |
| 福田正信   | 2020年（令和2年）1月17日 - 2021年（令和3年）2月15日   | 内閣府大臣官房少子化・青少年対策審議官                                            | 警察庁長官官房付 （2021年4月5日付で九州管区警察局長）                   |
| 野村護     | 2021年（令和3年）2月15日 - 2022年 (令和4年) 3月30日   | 警察庁刑事局組織犯罪対策部長                                                      | 大阪府警察本部長                                                        |
| 岡部正勝   | 2022年 (令和4年) 3月30日 -2023年（令和5年）8月7日     | 大阪府警察本部副本部長                                                            | 九州管区警察局長                                                        |
| 岩下剛     | 2023年（令和5年）8月7日 -2024年（令和6年）8月26日     | 警察大学校特別捜査幹部研究所長                                                    | 大阪府警察本部長                                                        |
| 住友一仁   | 2024年（令和6年）8月26日 -                            | 国土交通省大臣官房審議官（物流・自動車局担当)                                     |                                                                         |

## マスコットキャラクター
交通安全と防犯のマスコットキャラクターがいたため、かつては県警全体としてのマスコットはいなかったが、2004年に県警発足50年を機に「ふっけいくん」が登場、名前は福岡と警察を合わせたもの。

## 不祥事

### 2000年代
- 2001年（平成13年）- 中洲カジノバー汚職事件
- 2004年（平成16年）- 不正経理問題

### 2010年代
- 2012年（平成24年） - 東警察署の現職警部補が、暴力団関係者から捜査情報の提供の見返りに現金を受け取っていたことが発覚
- 2014年（平成26年） - 県警の公用車の車検を請け負う県警車両整備工場において、多数の不正車検が実施されていたことが判明
- 2015年（平成27年）6月13日 - 勾留中の特定危険指定暴力団工藤会系組員から依頼され「罪をかぶってほしい」との伝言を別の男に伝えたとして、福岡県警は小倉北警察署の留置管理担当男性巡査を犯人隠避教唆ほう助容疑で福岡地方検察庁小倉支部に書類送検した[7]。
- 2015年（平成27年）9月 - 福岡市内であった福岡県警留置管理課の飲み会で、男性警部補（58歳）ら複数の警察官が女性警察官に集団でわいせつな行為をした。女性警察官を羽交い締めにし、3分間にわたって体を触るなどしたとして、男性警部補と別の男性警部補（57歳）を強制わいせつの疑いで2017年2月1日に書類送検。2人は別の男性警察官に「氷の口移し」の宴会芸をやらせるなどのパワハラ行為も繰り返したとして、58歳の男性警部を停職（3か月）、57歳の男性警部補を停職（1か月）の懲戒処分。ともに2017年3月2日付で依願退職。また、2人のわいせつ行為を手助けした男性巡査長（30歳）を減給10分の1（3か月）、その様子をスマートフォンで連写撮影した男性巡査部長（29歳）を本部長訓戒の懲戒処分にした。さらに同課の女性警察官に対し、「ブス」などとセクハラの言動を2014年ごろから繰り返したとして、男性警部補（42歳）を所属長訓戒の懲戒処分とした[8]。
- 2016年（平成28年）11月下旬 - 小倉北警察署の男性巡査部長（40代）が北九州市若松区の結婚式場で、不倫関係の女性と披露宴を開こうとした。双方の親族、友人が数十人ずつ集まる予定になっていたが、当日は巡査部長側は本人しか現れなかった。開宴直前、不審に思った女性側が追及すると、自身が既婚者だと認めた。式場が紛糾し、親族に囲まれて対応に窮した巡査部長が自身の親族に連絡。電話を受けた親族が「犯罪に巻き込まれたのでは」と警察に通報する騒ぎになった。県警は2017年2月9日付で男性巡査部長を減給の懲戒処分とした。監察官室は「重婚や詐欺などの犯罪には当たらない」とし、事案を公表していなかった理由については「不倫はいちいち発表することではない」と説明した[9][10]。
- 2017年（平成29年）5月22日 - 中央警察署の男性巡査部長（35歳）が、「事件のことで聞きたいことがある」と捜査対象の女性（30代）宅に電話を掛け訪問し、すしやビールの提供を受けたり、体を触ったりした。翌日、女性から署に「飲み物の要求を受けた」などと相談の電話があり発覚した。8月24日、県警は男性巡査部長を公務員職権乱用の疑いで書類送検し、減給10分の1（6ヵ月）の懲戒処分とした。巡査部長は同日付で依願退職[11]。
- 2017年（平成29年）6月 - 小郡市に住む通信指令課巡査部長の自宅で妻と子供2人の計3人が遺体で見つかる事件が発生。このうち妻を殺害した容疑で巡査部長（逮捕後に懲戒免職[12]）が逮捕された[13][14]。また、2018年2月21日にも子供2人を殺害した容疑で元巡査部長が再逮捕された[15][16]。2019年12月13日に死刑判決[17]。
- 2017年（平成29年）7月29日 - 南警察署に勤務する男性警部補が、大麻を所持していた容疑で逮捕された[18]。
- 2017年（平成29年）8月24日 - 東警察署の巡査部長（46歳）が、サイバー犯罪対策課に所属していた2016年7月～2017年3月ごろ、公用車を不適切に通勤に利用し、福岡市内の自宅と出張先の警察署や県警本部の間を計88回行き来するなどしていたとして、8月24日、減給10分の1（1ヵ月）の懲戒処分とした[11]。
- 2017年（平成29年）11月28日 - 北九州市警察部機動警察隊の男性巡査部長（38歳）が、JR鹿児島線の博多発小倉行き普通列車内で、女性（50代）のスカート内を盗撮。気付いた女性が被害を訴え、男性巡査部長はスペースワールド駅で降ろされた。その後、駅ホームから線路に飛び降り、約1km線路上を逃走。翌日に上司に申告し、出頭した。県警は男性巡査部長を県迷惑行為防止条例違反の疑いで書類送検した。鉄道営業法違反容疑でも捜査したが、運行妨害の意図はなかったとして立件を見送った[19]。
- 2019年（平成31年）2月5日、福岡県警が利用しているサーバーがコンピューターウイルス「ランサムウェア」の攻撃を受け、一部業務に支障が発生した。県警本部のパソコンが外部記憶媒体からデータを取り込んだ際に感染した可能性が高いという。捜査情報や個人情報の流出は確認されていない[20]。
- 2019年（令和元年）7月29日 - 東警察署生活安全課の男性巡査部長（47歳）が、福岡市中央区のコンビニの女子トイレに侵入。店に通報され建造物侵入の疑いで逮捕された。取り調べに対して「女子トイレに入ってみたかった。興味があった」などと供述[21]。
- 2019年（令和元年）9月20日 - 公安第三課の男性巡査長（31歳）が2018年9月16日～12月28日に大野城市の警察施設内で捜査費などを盗んだとして、9月20日付で窃盗容疑で書類送検し、停職6か月の懲戒処分とした。男性巡査長は「パチンコ代や食事代がほしかった」などと容疑を認め、依願退職[22]。

### 2020年代
- 2020年（令和2年）1月16日 - 県警の独身寮や署内で財布から現金が盗まれるなどの窃盗事件が相次ぎ、県警は16日、窃盗容疑で折尾警察署の男性巡査長（25歳、署の独身寮の食堂で同僚が置き忘れた財布から現金2万円を窃盗）と男性巡査（21歳、寮の食堂の寮費から現金3万2千円を窃盗）、行橋警察署の男性巡査長（31歳、生活安全課の執務室で、同僚の財布から現金5万円を窃盗）の計3人を書類送検した。3人はいずれも同日付で依願退職[23]。
- 2020年（令和2年）4月25日 - 小倉北警察署交通管理官が酒気帯び運転事故[24]。
- 2022年（令和4年）1月 - 県警の50歳代の男性警察署長が運転免許更新の際に義務付けられている講習を受けないまま免許更新していたことが明らかになった。部下に当たる署の交通課長が「受講の必要は無い」と誤った説明をしていたためとされ、県警は両名を2月に厳重注意処分とした[25]。
- 2023年（令和5年）7月14日 - 交通違反摘発の際に虚偽の書類を作成したとして、県警は柳川警察署の男性警部補（57）を虚偽有印公文書作成・同行使の疑いで書類送検するとともに、停職6カ月の懲戒処分とした。警部補は同日、依願退職した。県警によると、警部補は2015年3月〜23年2月、約2600件の交通違反を摘発したが、適正だったのは約400件だった。残る約2200件のうち記録が残る約1600件について違反による減点を取り消し、反則金など計約1500万円を返還する。警部補は信号無視などの交通違反を摘発した際、間近に確認できず警告にとどまるケースでも不当に減点や反則金の対象とし、その後、現場をしっかり確認できる位置にいたとつじつまを合わせるために虚偽の現場見取り図を作成していた。「仕事ができると思われたかった」と供述しているという。また書類作成を手伝ったり、虚偽と知りながら上司への報告を怠ったりしたとして計6人を本部長や所属長注意処分とした[26]。2024年1月19日、福岡地裁は元警部補に懲役1年6カ月、執行猶予3年を言い渡した。裁判長は元警部補が手当増額目的で検挙数を増やそうとしたと指摘した[27]。